# Norbert Henke (Handballtrainer)
Norbert Henke (* 17. Oktober 1956 in Stralsund) ist ein ehemaliger deutscher Handballtrainer und ehemaliger Handballspieler.

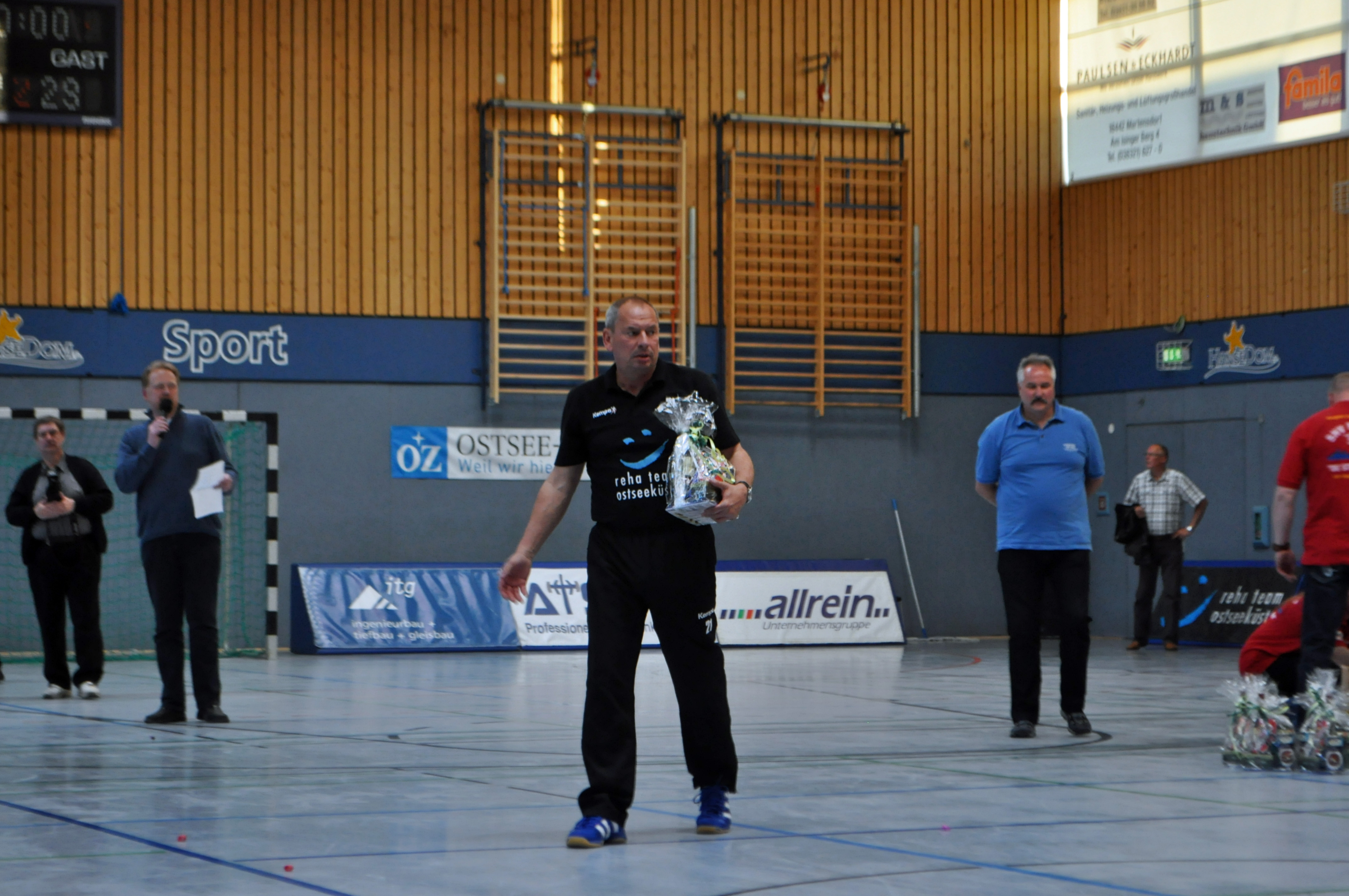
Norbert Henke (2014)

Henke absolvierte ab 1973 nach dem Schulbesuch eine Berufsausbildung zum Instandhaltungsmechaniker und holte an der Arbeiter-und-Bauern-Fakultät in  Freiberg das Abitur nach, anschließend studierte er Maschinenbau. Er arbeitete bei der Nationalen Volksarmee (NVA), zuletzt als Major. Nach der politischen Wende in Ostdeutschland war er als Außendienst-Mitarbeiter bei der Baustofffirma Thomas Beton tätig.
Er spielte aktiv Handball bei der ASV Löbau in der DDR-Liga und der DDR-Oberliga. Nachdem sich Norbert Henke eine schwere Knieverletzung zuzog, musste er seine aktive Karriere beenden.
Ab 1987 trainierte er die erste Männermannschaft der BSG Motor Stralsund, des späteren Stralsunder Handballvereins (SHV), die er von der 5. Liga bis zum Aufstieg in die 1. Handball-Bundesliga in der Saison 2002/2003 führte. Im Jahr 2002 erhielt er die A-Trainerlizenz. Am 2. März 2005 wurde er beim Stralsunder HV beurlaubt.
Ab Sommer 2005 Jahres war er Trainer und Geschäftsführer beim SV Post Schwerin in der 2. Handball-Bundesliga, Staffel Nord, und verlängerte im Frühjahr 2008 seinen Vertrag um drei Jahre. Henke gab 2009 den Posten als Trainer des SV Post Schwerin auf und war beim Verein weiter als Geschäftsführer tätig. Im Juli 2010 wurde der Vertrag, der bis zum 30. Juni 2011 lief, seitens des Vereins gekündigt.
Anschließend war er als Immobilienmakler tätig.
Im November 2011 übernahm Norbert Henke den Trainerposten beim HC Empor Rostock. Nachdem Rostock in der Saison 2011/2012 den Abstieg vermeiden konnte, wechselte er in die Geschäftsführung von Empor; der Zwei-Jahres-Vertrag wurde vom Verein im Jahr 2012 zum 31. Oktober aufgelöst.
Seit Ende 2012 arbeitete Norbert Henke ehrenamtlich wieder für den Stralsunder HV. Ab dem 1. Juli 2013 war er Geschäftsführer der zu diesem Termin gegründeten SHV-Handball GmbH; am 22. Juli 2013 übernahm er das Training der ersten Männermannschaft, die nach der Saison 2012/2013 in die Handball-Oberliga Ostsee-Spree abgestiegen war. Im Januar 2015 gab er das Traineramt des nun wieder in der 3. Liga spielenden Stralsunder HV an Danny Anclais ab und war anschließend weiter als Geschäftsführer der SHV Handball GmbH tätig. Ende Januar 2016 gab Norbert Henke den Geschäftsführerposten „aus persönlichen Gründen“ ab.
Im April 2020 wurde Henke als neuer sportlicher Leiter bei den Mecklenburger Stiere Schwerin vorgestellt. Weiterhin trainierte er dort ab der Saison 2020/21 die Herrenmannschaft. Zum Ende der Drittligaspielzeit 2021/22 gab Henke den Trainerposten auf, blieb dem Verein jedoch als Leiter der Schweriner Handballmannschaft erhalten.